# WTA-toernooi van Osaka (indoor)
Het WTA-toernooi van Osaka (indoor) (officieel: Asian Open) was een  tennistoernooi voor vrouwen dat van 1992 tot en met 1994 plaatsvond op tapijt in de Japanse plaats Osaka.
De WTA organiseerde het toernooi dat in de categorie "Tier III" viel.
Er werd door 32 deelneemsters per jaar gestreden om de titel in het enkelspel, en door 16 paren om de dubbeltitel. Voor het enkelspel waren er 32 qualifiers.

## Officiële toernooinamen
Het toernooi had ieder jaar een andere naam:
| 1992 | Mizuno World Ladies       |
| 1993 | World Ladies in Osaka     |
| 1994 | Asian Women's Tennis Open |

## Finales

### Enkelspel
| Datum      | Naam                      | Cat.     | ($)     | Ondergrond     | Winnares                  | Verliezend finaliste | Uitslag     |
| ---------- | ------------------------- | -------- | ------- | -------------- | ------------------------- | -------------------- | ----------- |
| 1992-02-04 | Mizuno World Ladies       | Tier III | 150.000 | tapijt, binnen | Helena Suková             | Laura Gildemeister   | 6-2 4-6 6-1 |
| 1993-02-09 | World Ladies in Osaka     | Tier III | 150.000 | tapijt, binnen | Jana Novotná              | Kimiko Date          | 6-3 6-2     |
| 1994-02-08 | Asian Women's Tennis Open | Tier III | 150.000 | tapijt, binnen | Manuela Maleeva-Fragnière | Iva Majoli           | 6-1 4-6 7-5 |

### Dubbelspel
| Datum      | Naam                      | Cat.     | ($)     | Ondergrond     | Winnaressen                    | Verliezend finalistes                       | Uitslag     |
| ---------- | ------------------------- | -------- | ------- | -------------- | ------------------------------ | ------------------------------------------- | ----------- |
| 1992-02-04 | Mizuno World Ladies       | Tier III | 150.000 | tapijt, binnen | Rennae Stubbs Helena Suková    | Sandy Collins Rachel McQuillan              | 3-6 6-4 7-5 |
| 1993-02-09 | World Ladies in Osaka     | Tier III | 150.000 | tapijt, binnen | Larisa Savchenko Jana Novotná  | Magdalena Maleeva Manuela Maleeva-Fragnière | 6-1 6-3     |
| 1994-02-08 | Asian Women's Tennis Open | Tier III | 150.000 | tapijt, binnen | Larisa Savchenko Rennae Stubbs | Pam Shriver Elizabeth Smylie                | 6-4 6-7 7-5 |

ITF-toernooien (mannen en vrouwen)

ATP-toernooien (mannen) – ATP-seizoen 2025

WTA-toernooien (vrouwen) – WTA-seizoen 2025

Voormalige toernooien mannen
Voormalige toernooien vrouwen
Voormalige amateurtoernooien